# Українка (Берестинський район)
Украї́нка — село в Україні, у Берестинському районі Харківської області. Населення становить 207 осіб. Орган місцевого самоврядування — Хрестищенська сільська рада.

## Географія
Село Українка знаходиться між автомобільними дорогами М18 і Р51. Примикає до сіл Оленівка та Кобцівка.

## Історія
1921 — дата заснування
- Під час радянської окупації село було назване Українкою на честь окупованої, радянською армією, України.
- До утворення села, територія входила до Полтавської губернії, пізніше до Красноградської округи.

Колишній орган місцевого самоуправління — Хрестищенська сільська рада.

## Назва
Під час радянської окупації України в області пройшла «хвиля» перейменувань значної частини населених пунктів, у «революційні» назви — на честь жовтневого перевороту, пролетаріату, радянської окупаційної влади, червоної терористичної армії, соціалізму,України під радянською окупацією, діячів «пропагандистів і революційного руху») і нових свят (1 травня и др) Це призвело до плутанини, так як в одній області поряд могли опинитись села з однаковими новими назвами — наприклад, Українка (Охтирський район), Українка (Чугуївський район), Українка (Ізюмський район), Українка (Барвінківська міська громада), Українка (Берестинський район) і Українське (Вовчанська міська громада), Українське (Слобожанська селищна громада), Українське (Орільський старостинський округ), Українське (Харківський район), названі на честь України під радянською окупацією.
На території урср (і України до 2014 року) знаходилось 29 населених пунктів з назвою Українка

## Населення
Згідно з переписом УРСР 1989 року чисельність наявного населення села становила 254 особи, з яких 110 чоловіків та 144 жінки.
За переписом населення України 2001 року в селі мешкали 203 особи.

### Мова
Розподіл населення за рідною мовою за даними перепису 2001 року:
| Мова       | Відсоток |
| ---------- | -------- |
| українська | 90,34 %  |
| російська  | 9,18 %   |
| угорська   | 0,48 %   |